# Фриберг, Маргит
Маргит Регина Фриберг, урождённая Хассельбаум (швед. Margit Regina Friberg; 17 июля 1904, Госестен — 17 апреля 1997, Линчёпинг) — шведская писательница, автор исторических романов.

## Биография и творчество
Маргит Хассельбаум родилась в 1904 году в Госестене на Эланде. Её отец и дед были моряками. Когда девочке было пять лет, её мать умерла, и о ней заботились дедушка и бабушка по отцовской линии. Окончив школу, в пятнадцатилетнем возрасте Маргит переехала к своей тёте в Стокгольм, где училась в вечерней школе стенографировать и печатать на машинке. Затем она на протяжении одиннадцати лет работала секретарём в газете Bergslagsposten в Линдесберге. В 1932 году она вышла замуж и переселилась с мужем в Вестервик, где он работал главным редактором ежедневника Västerviks-Tidningen. В 1939 году у них родилась дочь. В 1968 году муж Маргит вышел на пенсию, и они поселились в Мёрбиленге на Эланде.
Свою первую книгу, «Mitt liv är en våg», Маргит Фриберг написала в 1942 году, увидев объявление о конкурсе в журнале Folket i Bild. Её всегда интересовала история, в особенности история Эланда, и она много читала на соответствующие темы, а также ездила по окрестностям и общалась с местными жителями. Она стремилась к тому, чтобы в её романах, несмотря на вымышленный сюжет, соблюдались историческое правдоподобие и достоверность реалий. Второй роман Фриберг, «Rosenkind», основанный на старинной эландской легенде, вышел в 1944 году. Самым популярным из её произведений стал роман 1959 года, «Vandrar-Marí», о девочке Марии и её лошадке, живущим на Эланде в начале XIX века. После его успеха Фриберг полностью посвятила себя писательству и стала членом Ассоциации шведских писателей (Sveriges Författareförening). В 1961 году вышла её книга «Klockargården», об истории развития фермерства на Эланде; в 1966 году — роман «Den tid mörkret står: efter en gammal sägen», который сама писательница ценила более всех прочих. В конце 1960-х — начале 1970-х годов Фриберг получила несколько литературных премий за своё творчество. В 1979 году была опубликована её книга «Skog har öron, mark har ögon»: повествование о путешествии Карла Линнея по Эланду с точки зрения жителей острова. В 1980 году вышел роман «Ett hem på jorden» о капитане грузового судна и его семье, во многом основанный на воспоминаниях писательницы о её детстве в Госестене. В романе «Hertiginna med Guds» (1986) действие происходит в Боргхольмском замке в начале XIV века. В 1986 году Маргит Фриберг была избрана эландской «личностью года»; премию ей вручал король Карл Густаф.
В 1980 году умер муж писательницы. В 1990 году вышел её сборник рассказов «Söder på Öland», основанный на различных эпизодах истории Эланда; в 1991 году — роман «Anna Bielke» об Анне Эриксдоттер, участнице войны за независимость Швеции. Последней её книгой стала «Speglingar»: продолжение опубликованной ранее «Söder på Öland». Произведения Фриберг всегда хорошо принимались как читателями, так и критикой. Предметом особой гордости самой писательницы было то, что в её книгах никогда не находили исторических ошибок и неверных фактов.
Магрит Фриберг продолжала писать вплоть до самого преклонного возраста. Она умерла 17 апреля 1997 года в возрасте 93 лет.